# Buhoma procterae
Buhoma procterae är en ormart som beskrevs av Loveridge 1922. Buhoma procterae ingår i släktet Buhoma och familjen snokar. Inga underarter finns listade.
Arten förekommer i Ulugurubergen i Tanzania. Honor lägger ägg.